# كابتن تسوباسا جاي: ذا واي تو ورلد يوث
كابتن تسوباسا جاي: ذا واي تو ورلد يوث (بالإنجليزية: Captain Tsubasa J: The Way to World Youth)، هي لعبة فيديو يابانية، من تطوير بِك ومن نشر بانداي، صدرت اللعبة في الأسواق اليابانية سنة 1995،ـ وتعمل حصراً لمنصة سوبر فاملي كمبيوتر.